# هووزدنا
هووزدنا (به چکی: Hvozdná) یک منطقهٔ مسکونی در جمهوری چک است که در ناحیه زلین واقع شده‌است. هووزدنا ۷٫۲۸ کیلومتر مربع مساحت و ۱٬۰۸۸ نفر جمعیت دارد و ۳۰۲ متر بالاتر از سطح دریا واقع شده‌است.